# Psycho
Psycho (bra: Psicose; prt: Psico) é um filme de suspense e terror psicológico estadunidense de 1960 produzido e dirigido por Alfred Hitchcock. Seu roteiro, escrito por Joseph Stefano, foi baseado no romance homônimo de 1959 de Robert Bloch. O filme é estrelado por Anthony Perkins, Janet Leigh, Vera Miles, John Gavin e Martin Balsam. A trama gira em torno de um encontro entre a fugitiva Marion Crane (Leigh) e o tímido proprietário de um motel Norman Bates (Perkins) e suas consequências, nas quais um investigador particular (Balsam), o amante de Marion, Sam Loomis (Gavin), e sua irmã Lila (Miles) investigam seu desaparecimento.
Psycho foi visto como um afastamento do filme anterior de Hitchcock, Intriga Internacional, já que foi filmado com um orçamento menor e rodado em preto e branco pela equipe de sua famosa série de televisão Alfred Hitchcock Presents. O filme foi inicialmente considerado polêmico e recebeu críticas mistas, mas o interesse do público e os excelentes retornos de bilheteria levaram a uma grande reavaliação crítica. Psycho foi indicado a quatro Oscars, incluindo Melhor Diretor para Hitchcock e Melhor Atriz Coadjuvante para Leigh.
Atualmente Psycho é considerado um dos maiores clássicos feitos por Hitchcock, sendo considerado por muitos o seu trabalho mais famoso. Foi elogiado como uma grande obra de arte cinematográfica por críticos de cinema e estudiosos internacionais devido à sua direção habilidosa, atmosfera tensa, trabalho de câmera impressionante, trilha sonora memorável e performances icônicas. Frequentemente classificado entre os maiores filmes de todos os tempos, Psycho estabeleceu um novo nível de aceitabilidade para violência, comportamento desviante e sexualidade em filmes estadunidenses, e é amplamente considerado um dos primeiros exemplos do gênero de filme de terror.
Após a morte de Alfred Hitchcock em 1980, a Universal Pictures deu início a uma franquia temática: três sequências, um remake, um spin-off feito para a televisão e uma série de televisão ambientada na década de 2010. Em 1992, a Biblioteca do Congresso dos Estados Unidos considerou o filme "culturalmente, historicamente ou esteticamente significativo" e o selecionou para preservação no National Film Registry.

## Enredo
A secretária Marion Crane apropria-se de 40 mil dólares em espécie da imobiliária onde trabalha, em Phoenix (Arizona). Ela é incumbida por seu patrão de depositar este dinheiro na conta dele e depois ir para casa, porém, leva consigo o pacote contendo o dinheiro visando pagar as dívidas de seu amante, certa de que seu crime somente seria percebido após o final de semana. Com pouco mais de dois dias para fugir, Marion sai dirigindo sem destino pelas estradas, quando começa uma tempestade vai parar no Motel Bates, um lugar decadente, que quase fechou suas portas após o desvio da autoestrada.
Lá, é recepcionada por um simpático, mas estranho e tímido rapaz, Norman Bates, Norman convida Marion para comerem um sanduíche com leite em sua casa, sua mãe diz que não quer que ele jante com Mary, porém eles comem em uma saleta ao lado da recepção do motel, onde conversam sobre o relacionamento conturbado de Norman com sua mãe super-protetora. Depois disso, Marion decide tomar um banho, mas é brutalmente esfaqueada supostamente pela mãe de Norman. Preocupada com o desaparecimento da irmã, Lila Crane, faz de tudo para tentar encontrar a então desaparecida Marion, junto com o namorado da mesma, Sam Loomis e o detetive Arbogast. Mas, quando este tenta falar com a mãe de Norman, a própria o assassina com facadas.
Depois, Lila e Sam vão até o xerife da região, Al Chambers, e ficam sabendo que a mãe de Norman estava morta há mais de dez anos. Então, se a mãe de Norman Bates está morta, surge a dúvida sobre quem teria matado Marion. Lila e Sam vão até o motel, e descobrem algo impressionante: Norman Bates assassinou a mãe, mas, para mantê-la viva em sua mente, roubou seu cadáver, e tem dupla personalidade, fala e age como a mãe, quando se interessa por uma mulher sua personalidade de mãe fica com ciúme e mata-a.

## Elenco
- Anthony Perkins – Norman Bates
- Janet Leigh – Marion Crane
- Vera Miles – Lila Crane, irmã de Marion
- John Gavin – Sam Loomis
- Martin Balsam – Detetive Arbogast
- John McIntire – Xerife Al Chambers
- Simon Oakland – Dr. Fred Richmond
- Vaughn Taylor – George Lowery, chefe de Marion
- Frank Albertson – Tom Cassidy, dono do dinheiro
- Lurene Tuttle – Eliza Chambers, esposa do xerife
- Pat Hitchcock – colega de trabalho de Marion
- John Anderson – vendedor
- Mort Mills – policial

Virginia Gregg, Paul Jasmin e Jeanette Nolan fazem aparições não creditadas como a voz da "mãe" Norma Bates; as três vozes foram usadas de forma intercambiável, exceto para o último discurso, que foi realizado por Gregg.

## Produção

### Desenvolvimento

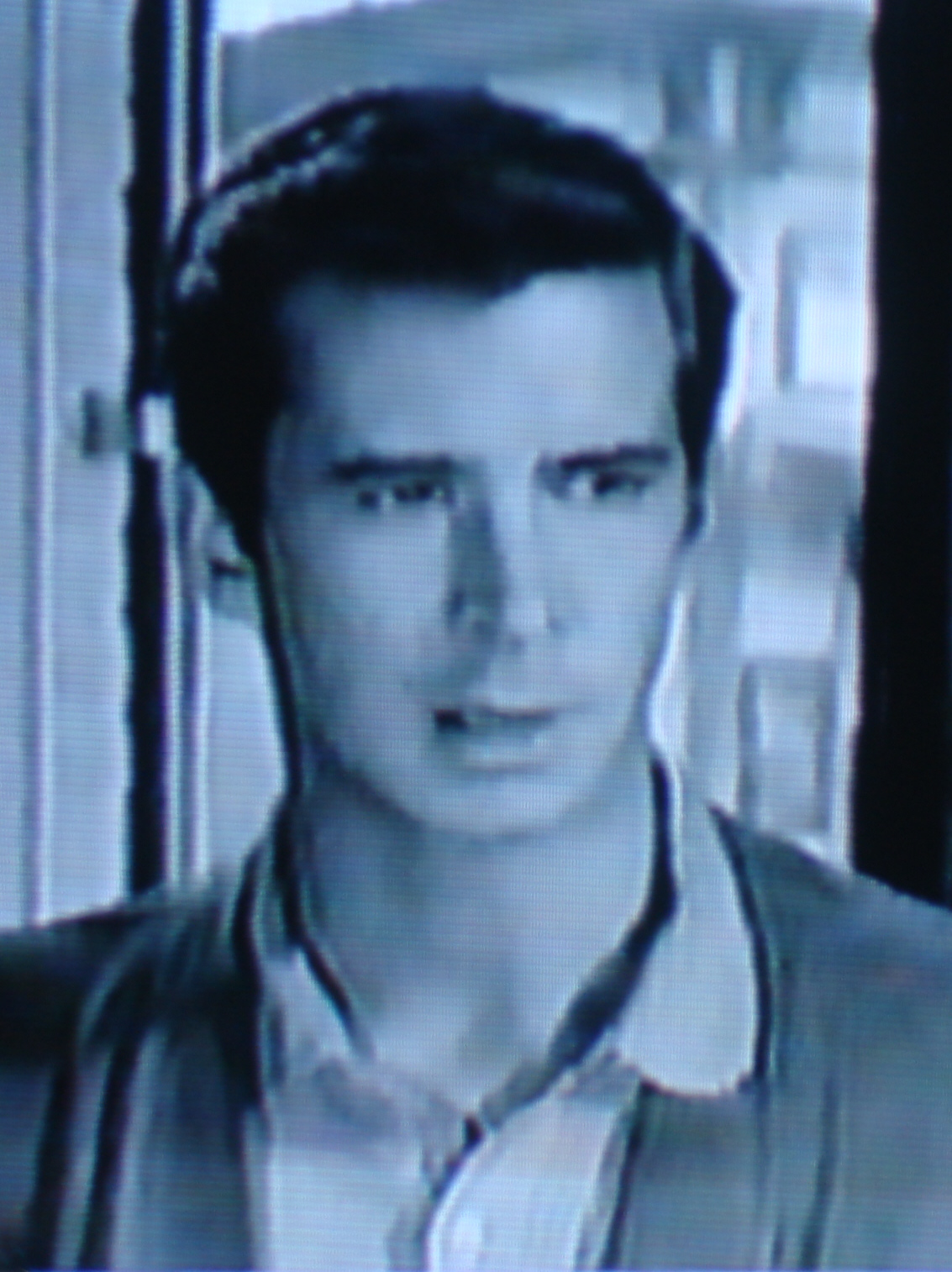
Anthony Perkins, interpreta Norman Bates.

Psycho foi feito com base no romance de mesmo nome de 1959 de Robert Bloch, o qual foi vagamente inspirado no caso do assassino e ladrão de túmulos Ed Gein. Tanto Gein, que viveu a apenas 40 milhas de distância de Bloch, quanto o protagonista da história, Norman Bates, eram assassinos solitários em locais rurais isolados. Ambos tiveram mães dominadoras já falecidas, que isolavam os filhos em um quarto em sua casa como um santuário para elas e os vestiam com roupas femininas. No entanto, ao contrário de Bates, Gein não é estritamente considerado um assassino em série, tendo sido acusado de homicídio somente duas vezes.

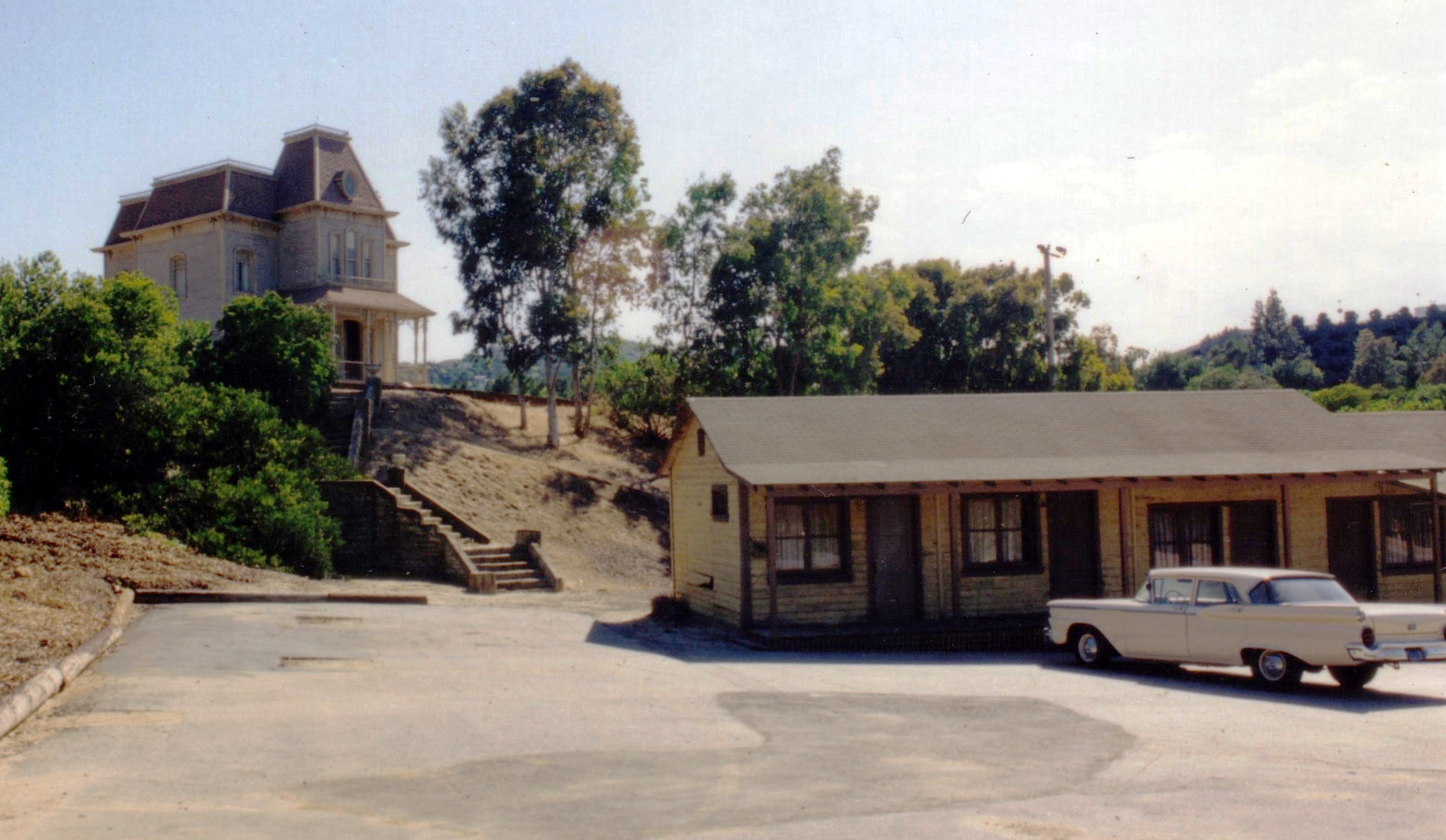
Ambientação do Bates Motel no Universal Studios Lot, apresentando um Ford Custom 300 semelhante ao dirigido por Janet Leigh no filme. Atualmente, este cenário é bastante visitado por turistas nos estúdios da Universal.

Peggy Robertson, assistente de longa data de Hitchcock, leu a avaliação positiva de Anthony Boucher do romance de Bloch e decidiu mostrar o livro a seu empregador, mesmo que os roteiristas do estúdio da Paramount Pictures tenham já rejeitado sua premissa para um filme. Hitchcock adquiriu anonimamente os direitos do livro de Bloch, por 9 500 dólares americanos. Em seguida teria ordenado Robertson a comprar todas as cópias impressas do mesmo disponíveis no mercado para preservar surpresas do romance, principalmente seu final.
Hitchcock, que tinha vindo a enfrentar concorrentes do gênero cujas obras foram criticamente comparadas com a sua própria, estava buscando um novo material para se recuperar de dois projetos abortados pela Paramount: "Flamingo Feather" e "No Bail for the Judge". Ele não gostava das demandas salariais das estrelas e confiava apenas em algumas pessoas para escolher o material prospectivo, incluindo Robertson.

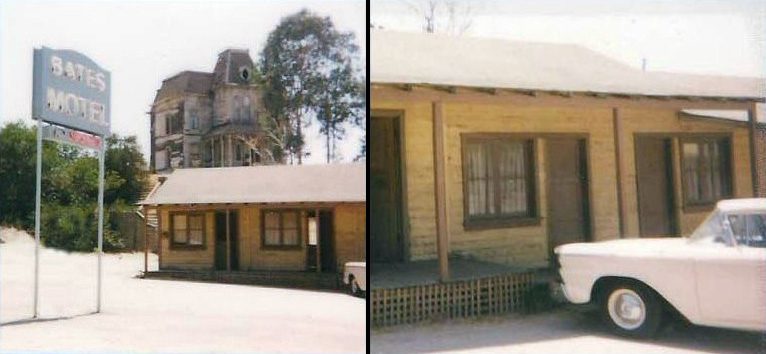
O Bates Motel, agora destacando o sinal luminoso noturno (à esquerda).

Os executivos da Paramount recusaram a proposta de Hitchcock e seu orçamento habitual, devido acharem o conceito de Psycho muito brutal. Em resposta, Hitchcock se ofereceu para filmar de forma rápida e barata em preto e branco usando a equipe de sua série de televisão Alfred Hitchcock Presents. Os executivos da Paramount também rejeitaram esta abordagem custo-consciente, reivindicando seus estágios sonoros que foram reservados, embora a indústria estivesse em uma queda; Hitchcock então convenceu os executivos do estúdio numa reunião através de um acordo onde o diretor iria financiar o projeto para filmá-lo nos estúdios da Universal Pictures usando sua produtora Shamley Productions, com a Paramount ficando responsável apenas pela distribuição do filme. Com um orçamento comparativamente pequeno de cerca de 800 mil dólares americanos, em vez de seu habitual salário de 250 mil como diretor, o próprio Hitchcock propôs uma redução de 60% de sua participação dos lucros de receita do filme. Esta oferta combinada foi aceita e Hitchcock foi adiante apesar das advertências do produtor Herbert Coleman e o executivo Joan Harrison da Shamley Productions.

### Roteiro
James P. Cavanagh, um escritor da série de TV Alfred Hitchcock Presents, escreveu o primeiro rascunho do roteiro. Em sua primeira impressão, Hitchcock sentiu que o roteiro caberia mais como um conto de terror para a televisão, através de uma avaliação compartilhada por um assistente. Embora Joseph Stefano tivesse trabalhado em apenas um filme antes, Hitchcock concordou em se encontrar com ele; apesar da inexperiência de Stefano, a reunião correu bem e ele foi contratado.
O roteiro é relativamente fiel ao romance, com algumas mudanças significativas de Hitchcock e Stefano. Stefano achou o personagem de Norman Bates antipático - no livro, ele é de meia-idade, acima do peso e mais abertamente instável - mas ficou mais intrigado quando Hitchcock sugeriu escalar Anthony Perkins. Stefano eliminou o alcoolismo de Bates do livro, assim como o interesse do personagem pelo espiritismo, ocultismo e pornografia. Hitchcock e Stefano optaram por abrir o filme com uma típica cena da vida de Marion e seguraram a apresentação de Bates até vinte minutos de filme, em vez de abrir com Bates lendo um livro de história como Bloch faz no romance original. Para Stefano, a conversa entre Marion e Norman na saleta do hotel, na qual ela demonstra uma simpatia maternal por ele, permite que o público mude sua simpatia para Norman Bates após o assassinato de Marion. Quando Lila Crane está olhando o quarto de Norman no filme, ela abre um livro com uma capa em branco cujo conteúdo não é visto; no romance, essas são ilustrações "patologicamente pornográficas". Stefano queria dar ao público "indicações de que algo estava muito errado, mas não poderia ser explicado ou exagerado". Em seu livro de conversas com Hitchcock, François Truffaut diz que o romance "trapaceia" por ter longas conversas entre Norman e a "Mãe" e afirma o que a Mãe está "fazendo" em vários momentos.
O primeiro nome da protagonista feminina foi mudado de Mary para Marion porque uma verdadeira Mary Crane existia em Phoenix. Também foi retirado um romance entre Sam e Lila que tinha no livro; Hitchcock preferiu focar a atenção do público na solução do mistério, enquanto Stefano pensou que tal relacionamento faria Sam Loomis parecer supérfluo. Em vez de Sam explicar a patologia de Norman para Lila, o filme usa um psiquiatra. Stefano estava em terapia lidando com seu relacionamento com sua própria mãe enquanto escrevia o roteiro. O romance original é mais violento do que o filme: Marion é decapitada no chuveiro em vez de ser esfaqueada até a morte. Pequenas mudanças incluem a mudança do brinco revelador de Marion encontrado após sua morte para um pedaço de papel que não caiu no vaso sanitário; isso causou uma espécie de "efeito de choque tradicional no cinema" uma vez que os banheiros quase nunca eram vistos nos filmes estadunidenses na década de 1960. O local da morte de Arbogast foi movido do térreo para a escada; Stefano pensou que isso tornaria mais fácil para ocultar a verdade sobre a "Mãe" de Norman sem dar a entender que algo estava sendo escondido. A maneira como o filme foi planejado deu a Hitchcock mais opções de ângulos para utilização das câmeras, segundo Janet Leigh.

### Pré-produção
A Paramount Pictures, cujo contrato garantia outro filme de Hitchcock, não queria que ele fizesse Psycho. Em vez disso, o estúdio esperava que o cineasta realizasse "No Bail for the Judge", que seria estrelado por Audrey Hepburn, que engravidou e teve que desistir, levando Hitchcock a descartar a produção. A posição oficial deles era que o livro era "muito repulsivo" e "impossível para [realizar] filmes", e nada além de outro de seus thrillers de mistério repleto de estrelas seria suficiente. Os executivos da Paramount não aprovaram o projeto de Psycho e negaram a Hitchcock seu orçamento habitual. Em resposta, Hitchcock financiou a criação do filme por meio de seu próprio estúdio, a Shamley Productions, filmando nos sets da Universal Studios; os edifícios do Bates Motel e da casa dos Bates originais, que foram construídos no mesmo set de O Fantasma da Ópera de Lon Chaney, ainda estão de pé no backlot da Universal Studios em Universal City, perto de Hollywood e são um atração regular durante as visitas de turistas ao estúdio. Como resultado do corte de custos, Hitchcock optou por filmar Psycho em preto e branco, mantendo o orçamento abaixo de US$ 1 milhão; outras razões para rodar a película em preto e branco foram seus desejos de evitar que a cena do chuveiro fosse muito sangrenta.
Para manter os custos baixos (uma vez que se sentia mais confortável com eles), Hitchcock pegou a maior parte de sua equipe de sua série de televisão Alfred Hitchcock Presents, incluindo o diretor de fotografia, cenógrafo, supervisor de roteiro e primeiro assistente de direção. Ele contratou os colaboradores regulares da série Bernard Herrmann como compositor musical, George Tomasini como editor e Saul Bass para criação do design dos créditos iniciais e o storyboard da cena do chuveiro; ao todo, sua equipe custou US$ 62 000.
Pela força de sua reputação, Hitchcock escalou Leigh por um quarto de seu cachê normal, pagando apenas US$ 25 000 (no livro Hitchcock/Truffaut de 1967, Hitchcock disse que Leigh devia à Paramount um filme final em seu contrato de sete anos que ela havia assinado em 1953); sendo sua primeira escolha, Leigh concordou em apenas ler o romance e não fazer nenhuma pergunta sobre seu salário. Sua co-estrela, Anthony Perkins, concordou em receber US$ 40 000.
Uma vez que o filme ficou pronto, a Paramount concordou em distribuir o filme, mas quatro anos depois Hitchcock vendeu suas ações da Shamley para a então proprietária da Universal Pictures, a MCA Inc.; isso fez com que os direitos do filme fossem adquiridos automaticamente pela Universal. Em 1968, a Paramount concluiu a venda total de todos os direitos de propriedade do filme para a Universal, que por sua vez realizou e distribuiu os seis filmes subsequentes da franquia.

### Filmagens
O filme foi produzido e financiado de forma independente por Hitchcock e foi rodado no Revue Studios, um estúdio de televisão localizado nas imediações da Universal Studios (o mesmo local onde era produzido a série de TV de Hitchcok). Psycho foi realizado com um orçamento apertado de cerca de US$ 806 000, tendo suas filmagens iniciadas em 11 de novembro de 1959 e encerradas em 1º de fevereiro de 1960; as filmagens costumavam começar pela manhã e terminavam às seis da tarde ou mais cedo às quintas-feiras (quando Hitchcock e sua esposa jantavam no Chasen's). Quase todo o filme foi filmado com lentes de 50 mm em câmeras de 35 mm; isso forneceu um ângulo de visão semelhante à visão humana, o que ajudou a envolver ainda mais o público.
Antes do início das filmagens em novembro, Hitchcock despachou o diretor assistente Hilton A. Green para Phoenix para explorar as locações e filmar a cena de abertura. A imagem inicial deveria ser uma visão aérea de Phoenix que lentamente se aproximasse da janela do hotel onde o casal Marion e Sam estavam namorando; no entanto, a filmagem do helicóptero se mostrou muito instável e teve que ser combinada com a filmagem do estúdio. Outra equipe filmou cenas diurnas e noturnas na Rodovia 99 entre Gorman e Fresno, na Califórnia, para projeção da cena que mostra Marion dirigindo de Phoenix; também é mostrada uma filmagem dela dirigindo para Bakersfield para trocar seu carro. Em uma cena de rua filmada no centro de Phoenix, descobriu-se que as decorações de Natal eram visíveis; em vez de refazer a filmagem, Hitchcock optou por adicionar uma legenda à cena de abertura marcando a data como "sexta-feira, 11 de dezembro".
Green também tirou fotos e preparou uma lista de cento e quarenta locações para reconstrução posterior no estúdio. Isso incluía muitos escritórios imobiliários e residências, como as pertencentes a Marion e sua irmã. Ele também encontrou uma garota que parecia exatamente como ele imaginou Marion e fotografou todo o seu guarda-roupa, o que permitiria a Hitchcock exigir looks realistas de Helen Colvig, a supervisora do figurino. O visual da casa dos Bates foi inspirado na pintura de Edward Hopper, "House by the Railroad".
Os atores principais Perkins e Leigh tiveram liberdade para interpretar seus papéis e improvisar, desde que as cenas não envolvessem mover a câmera; um exemplo da improvisação de Perkins é o hábito de Norman de comer milho doce. Durante as filmagens, Hitchcock criou e escondeu várias versões de bonecos do esqueleto da "mãe cadáver" de Norman no armário do camarim de Leigh; Leigh aceitou bem a piada e se perguntou se isso havia sido feito para mantê-la em suspense ou para julgar qual cadáver seria mais assustador para o público.
Hitchcock foi forçado de forma incomum a refazer algumas cenas. A tomada final na cena do chuveiro que começa com um close extremo no olho de Marion foi difícil para Leigh porque a água espirrando em seus olhos a fez querer piscar, além do cinegrafista também ter problemas porque ele teve que focar manualmente a câmera enquanto a movia. Várias repetições também foram necessárias para a cena de abertura porque Hitchcock sentiu que Leigh e Gavin não aparentavam estarem apaixonados o suficiente. Leigh teve dificuldade em dizer a frase "não excessivamente" para a cena do escritório imobiliário, exigindo novas tomadas adicionais. Por fim, a cena em que a "Mãe cadáver" é descoberta exigiu uma coordenação complicada da cadeira girando, com Vera Miles (interpretando Lila Crane) se esbarrando em uma lâmpada no cenário, causando um lens flare nas imagens das câmeras; Hitchcock refez exaustivamente várias tomadas dessa cena até que ela saísse de acordo com sua satisfação.
De acordo com Hitchcock, uma série de tomadas com Arbogast subindo as escadas da casa dos Bates antes de ser esfaqueado foi feita pelo assistente de direção Hilton A. Green, trabalhando com os desenhos do storyboard de Saul Bass apenas durante alguns dias enquanto Hitchcock estava incapacitado por conta de um resfriado; no entanto, ao ver os diários das tomadas, Hitchcock acabou por descartá-las; ele alegou que "não prestavam" porque não retratavam "uma pessoa inocente, mas um homem sinistro que subia aquelas escadas". Hitchcock posteriormente refez a cena, embora um pouco da filmagem cortada tenha entrado no filme. Filmar o assassinato de Arbogast provou ser problemático, devido ao ângulo da câmera necessária para esconder o rosto da "mãe" de Norman; uma trilha de câmera construída em polias ao longo da escada junto com um dispositivo semelhante a uma cadeira teve que ser construída e testada minuciosamente durante um período de semanas para a realização desta cena.
A participação especial de Alfred Hitchcock é uma ocorrência marcante na maioria de seus filmes. Em Psycho, ele pode ser visto através de uma janela usando um chapéu Stetson do lado de fora do escritório de Marion Crane.

#### A cena do chuveiro

A silhueta do assassino da cena do chuveiro, onde Marion Crane é esfaqueada.

O assassinato da personagem de Leigh no chuveiro é a cena central do filme e uma das mais conhecidas da história do cinema. Como tal, gerou numerosos mitos e lendas. Foi filmada de 17 a 23 de dezembro de 1959, depois que Leigh adiou duas vezes as filmagens, primeiro por causa de um resfriado e depois por causa de sua menstruação. A cena finalizada dura cerca de três minutos e sua enxurrada de ação e edições produziu tentativas contraditórias de contar suas partes; o próprio Hitchcock contribuiu para esse padrão, dizendo a Truffaut que "havia setenta configurações de câmera para quarenta e cinco segundos de filmagem", e afirmando a outros entrevistadores que havia "setenta e oito pedaços de filme". O documentário de 2017 78/52: Hitchcock's Shower Scene, do diretor Alexandre O. Philippe, se apega a esta última figura para o slogan da produção: "78 Shots & 52 Cuts That Changed Cinema Forever". Mas em sua descrição cuidadosa da cena do chuveiro, o estudioso de cinema Philip J. Skerry contou apenas sessenta tomadas separadas, com uma tabela dividida no meio de trinta e quatro por tipo, posição da câmera, ângulo, movimento, foco, ponto de vista e assunto. Na ausência de uma tabulação alternativa, Richard Schickel e Frank Capra, em seu livro de 2001, The Men Who Made the Movies, concluiu que o cálculo mais razoável era sessenta. Muitos são close-ups, incluindo close-ups extremos, exceto para tomadas médias no chuveiro imediatamente antes e logo após o assassinato. A combinação dos closes com sua curta duração faz com que a sequência pareça mais subjetiva do que se as imagens fossem apresentadas sozinhas ou em um ângulo mais amplo, um exemplo da técnica que Hitchcock descreveu como "transferir a ameaça da tela para a mente do público".
Para capturar a imagem direta do chuveiro, a câmera precisava ser equipada com uma lente longa. Os orifícios internos do chuveiro foram bloqueados e a câmera colocada a uma distância suficiente para que a água, embora parecesse ser apontada diretamente para a lente, na verdade passasse por ela.
A trilha sonora de violinos, violas e violoncelos estridentes era uma peça original para cordas do compositor Bernard Herrmann intitulada "The Murder"; Hitchcock originalmente pretendia não utilizar música para a sequência (bem como todas as cenas do motel), mas Herrmann insistiu que ele cedesse uma chance e Hitchcock permitiu sua composição; posteriormente, Hitchcock passou a intensificar mais o uso da trilha na cena e quase dobrou o salário de Herrmann. Foi utilizado um xarope de chocolate da marca Hershey's para retratação do sangue na cena, uma vez que esse condimento é mais fácil de ser visto em filmes em preto e branco e possui uma densidade mais realista do que sangue de palco. O som das facadas no corpo de Marion foi criado mergulhando uma faca em um melão.
Existem relatos variados se Leigh estava no chuveiro o tempo todo ou um dublê de corpo foi usado para algumas partes da sequência do assassinato e suas consequências. Em entrevista a Roger Ebert e, no livro de Stephen Rebello, Alfred Hitchcock and the Making of Psycho, Leigh afirmou que apareceu na cena o tempo todo e Hitchcock usou um substituto apenas para a sequência em que Norman envolve o corpo de Marion na cortina do chuveiro e a coloca no porta-malas do carro; o livro de 2010 The Girl in Alfred Hitchcock's Shower de Robert Graysmith e o documentário 78/52: Hitchcock's Shower Scene contradizem isso, identificando a ex-modelo Marli Renfro como dublê de corpo de Leigh para algumas tomadas da cena do chuveiro. Graysmith também afirmou que Hitchcock mais tarde reconheceu a participação de Renfro na cena.
Surgiu um mito popular de que água gelada foi usada na cena do chuveiro para tornar o grito de Leigh realista; Leigh negou isso em várias ocasiões, dizendo que a equipe estava acomodada, usando água quente durante as filmagens de uma semana. Todos os gritos ouvidos na cena são de Leigh. Outro mito era que o designer gráfico Saul Bass dirigiu a cena do chuveiro; isso foi negado por várias figuras associadas ao filme, incluindo Leigh, que afirmou: "Absolutamente não! Eu disse isso enfaticamente em qualquer entrevista que já dei. Eu disse isso na cara dele na frente de outras pessoas... Fiquei naquele banheiro por sete dias e, acredite, Alfred Hitchcock estava bem ao lado de sua câmera em cada uma daquelas setenta e tantas fotos". Hilton A. Green, o assistente de direção, também refuta a afirmação de Bass: "Não há uma cena naquele filme para a qual eu não rolei a câmera. E posso dizer que nunca rolei a câmera para o Sr. Bass". Roger Ebert, um admirador de longa data do trabalho de Hitchcock, descartou sumariamente o boato: "Parece improvável que um perfeccionista com um ego como o de Hitchcock deixaria alguém dirigir tal cena".
Costuma-se afirmar que, apesar de sua natureza gráfica, a cena do chuveiro nunca mostra uma faca perfurando a carne. No entanto, uma análise quadro a quadro da sequência mostra uma cena em que a faca parece penetrar no abdômen de Leigh, mas o efeito foi criado por iluminação e movimento reverso. A própria Leigh ficou tão afetada por esta cena quando a viu, que ela não tomava mais banho a menos que fosse absolutamente necessário; ela trancava todas as portas e janelas e deixava o banheiro e a porta do chuveiro abertos. Segundo a atriz, antes de ver a cena pela primeira vez, ela nunca havia percebido "como uma pessoa pode ser tão vulnerável e indefesa".
Antes da produção, Leigh e Hitchcock discutiram completamente o que a cena significava:

Marion decidira voltar para Phoenix, confessar tudo e arcar com as consequências, então, quando entrou na banheira, foi como se estivesse entrando nas águas batismais. A água caindo sobre ela estava purificando a corrupção de sua mente, expurgando o mal de sua alma. Ela era como uma virgem novamente, tranquila, em paz.

O teórico de cinema Robin Wood também discute como o chuveiro "lava a personagem" de toda culpa; ele comenta também como o fato de Marion ter sido morta exatamente na "metade do filme" pode fazer surgir um "efeito de alienação" no espectador. A cena foi tema do documentário de Alexandre O. Philippe de 2017 78/52: Hitchcock's Shower Scene, cujo título faz referência ao número putativo de cortes e configurações, respectivamente, que Hitchcock usou para filmá-la.

## Trilha sonora

### Composição
Hitchcock insistiu que Bernard Herrmann escrevesse a trilha sonora de Psycho, apesar da recusa inicial do compositor em aceitar um salário mais reduzido pelo orçamento mais baixo do filme. A trilha resultante, de acordo com Christopher Palmer em The Composer in Hollywood (1990) é "talvez o trabalho mais espetacular de Herrmann para uma produção de Hitchcock". Hitchcock ficou satisfeito com a tensão e o drama que a trilha sonora adicionou ao filme, comentando mais tarde que "33% dos efeitos de Psycho foi devido à música" e que "Psycho dependia fortemente da música de Herrmann por sua tensão e sensação de destruição generalizada".
Herrmann usou o orçamento musical reduzido a seu favor, escrevendo para uma orquestra de cordas em vez de um conjunto sinfônico completo, contrariando um pedido de Hitchcock de uma partitura de jazz. Herrmann procurou compor a trilha de maneira que a mesma lembrasse o "tom de cor único" que o filme teria por conta de sua realização em preto e branco. As cordas tocam con sordini (mudo) para todas as músicas, exceto a cena do chuveiro, criando um efeito mais escuro e intenso. O compositor de cinema Fred Steiner, em uma análise da partitura de Psycho, aponta que os instrumentos de cordas deram a Herrmann acesso a uma gama mais ampla de tom, dinâmica e efeitos especiais instrumentais do que qualquer outro grupo instrumental único teria.
A música dos créditos iniciais, uma trilha tensa e rápida, dá o tom da violência iminente e é reutilizada mais três vezes ao longo do filme. Embora nada de chocante ocorra durante os primeiros quinze a vinte minutos do filme, a música-título permanece na mente do público, dando tensão a essas primeiras cenas; Herrmann também mantém a tensão nos momentos mais lentos do filme através do uso do ostinato.
Houve rumores de que Herrmann havia usado meios eletrônicos, incluindo guinchos de pássaros amplificados para obter o efeito chocante da música na cena do chuveiro; o efeito foi alcançado, no entanto, apenas com violinos em um "movimento sonoro estridente e penetrante de extraordinária crueldade". A única amplificação eletrônica empregada foi na colocação dos microfones próximos aos instrumentos, para obter um som mais áspero. Além do impacto emocional, a cena do chuveiro liga a trilha sonora aos pássaros; esta associação da música da cena do chuveiro com pássaros também telegrafa ao público que é Norman, o colecionador de pássaros empalhados, quem é o assassino, e não sua mãe.
O biógrafo de Herrmann, Steven C. Smith, escreve que a música para a cena do chuveiro é "provavelmente a mais famosa (e mais imitada) deixa na música do cinema", mas Hitchcock originalmente se opôs a ter música nesta cena. Quando Herrmann tocou o tema do chuveiro para Hitchcock, o diretor aprovou seu uso no filme. Uma pesquisa realizada pela PRS for Music em 2009, mostrou que o público britânico considera a trilha sonora da cena do chuveiro o tema mais assustador de qualquer filme.
Para homenagear o quinquagésimo aniversário de Psycho, em julho de 2010, a San Francisco Symphony obteve uma cópia do filme com a trilha sonora removida e a projetou em uma tela grande no Davies Symphony Hall enquanto a orquestra tocava a partitura ao vivo. Isso também foi montado anteriormente pela Seattle Symphony em outubro de 2009, apresentando-se no Benaroya Hall por duas noites consecutivas.

### Gravações
Vários CDs da trilha sonora do filme foram lançados, incluindo:
- A gravação de 2 de outubro de 1975 com Bernard Herrmann regendo a National Philharmonic Orchestra [CD Unicorn, 1993].[106]
- Um álbum em CD lançado pela Varèse Sarabande em 1997 que apresenta uma regravação da partitura completa executada pela Orquestra Nacional Real Escocesa e regida por Joel McNeely.[107][108]
- Um álbum no formato CD SCD 585 da Soundstage Records de 1998, que afirma conter as faixas das fitas master originais, sendo posteriormente alegado que o lançamento é uma gravação pirata.[107]

| Cue list |                            |         |  |
| N.º      | Título                     | Duração |  |
| 1.       | "Prelude"                  |         |  |
| 2.       | "The City"                 |         |  |
| 3.       | "Marion"                   |         |  |
| 4.       | "Marion & Sam"             |         |  |
| 5.       | "Temptation"               |         |  |
| 6.       | "Flight"                   |         |  |
| 7.       | "Patrol Car"               |         |  |
| 8.       | "The Car Lot"              |         |  |
| 9.       | "The Package"              |         |  |
| 10.      | "The Rainstorm"            |         |  |
| 11.      | "Hotel Room"               |         |  |
| 12.      | "The Window"               |         |  |
| 13.      | "The Parlor"               |         |  |
| 14.      | "The Madhouse"             |         |  |
| 15.      | "The Peephole"             |         |  |
| 16.      | "The Bathroom"             |         |  |
| 17.      | "The Murder"               |         |  |
| 18.      | "The Body"                 |         |  |
| 19.      | "The Office"               |         |  |
| 20.      | "The Curtain"              |         |  |
| 21.      | "The Water"                |         |  |
| 22.      | "The Car"                  |         |  |
| 23.      | "Cleanup" (Unused in film) |         |  |
| 24.      | "The Swamp"                |         |  |
| 25.      | "The Search"               |         |  |
| 26.      | "The Shadow"               |         |  |
| 27.      | "Phone Booth"              |         |  |
| 28.      | "The Porch"                |         |  |
| 29.      | "The Stairs"               |         |  |
| 30.      | "The Knife"                |         |  |
| 31.      | "The Search (B)"           |         |  |
| 32.      | "The First Floor"          |         |  |
| 33.      | "Cabin 10"                 |         |  |
| 34.      | "Cabin 1"                  |         |  |
| 35.      | "The Hill"                 |         |  |
| 36.      | "The Bedroom"              |         |  |
| 37.      | "The Toys"                 |         |  |
| 38.      | "The Cellar"               |         |  |
| 39.      | "Discovery"                |         |  |
| 40.      | "Finale"                   |         |  |

## Censura e tabus

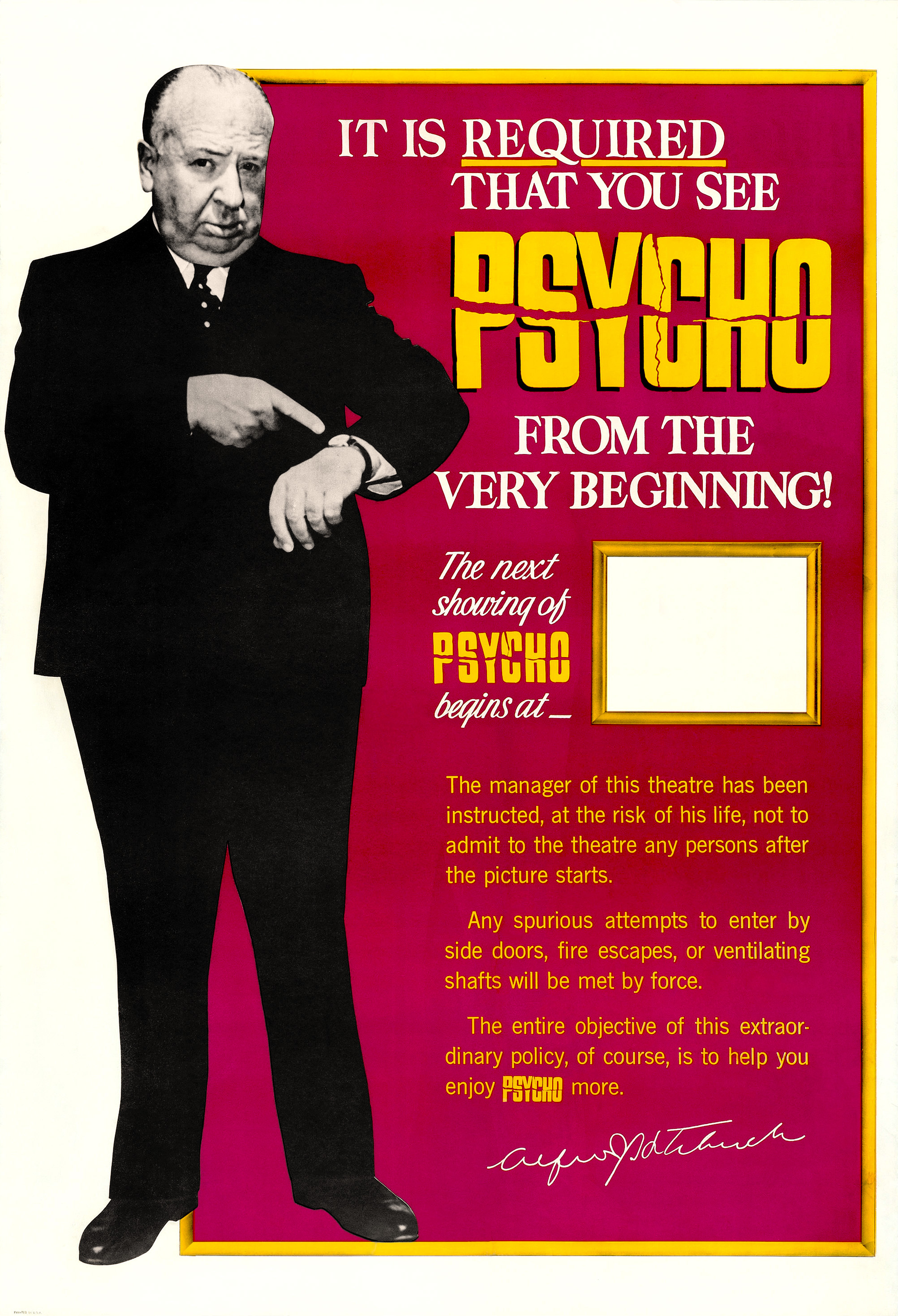
Durante o período em que Psycho esteve em cartaz, Hitchcock aplicou uma política que impedia que os espectadores entrassem nas salas de cinema depois do início do filme, o que era incomum para a época.

Psycho é um excelente exemplo do tipo de filme que apareceu nos Estados Unidos durante a década de 1960, após a erosão do Código Hays. Foi inédito em sua representação de sexualidade e violência, desde a cena inicial em que Sam e Marion são mostrados como amantes compartilhando a mesma cama, com Marion de sutiã. Nos padrões do Código Hays vigente até então, era um tabu retratar casais não casados compartilhando a mesma cama.
Outra questão era a inconformidade de gênero. Perkins, que era supostamente homossexual, e Hitchcock, que anteriormente fez Rope, eram ambos experientes no assunto transgressivo do filme. O espectador desconhece o travestismo de Bates até que, no final do filme, é revelado durante a tentativa de assassinato de Lila. Na delegacia, já no fim do filme, Sam pergunta por que Bates estava vestido daquela maneira; o policial, ignorando a dupla personalidade de Bates, anuncia sua conclusão de que Bates é um travesti; o psiquiatra o corrige e explica que Bates acredita ser sua própria mãe quando se veste com as roupas dela.
De acordo com o livro de 1990 de Stephen Rebello, Alfred Hitchcock and the Making of Psycho, os censores encarregados de fazer cumprir o Código Hays brigaram com Hitchcock porque alguns deles insistiram que podiam ver um dos seios de Leigh; Hitchcock tentou não cortar algumas cenas por vários dias, mas depois acabou cedendo e realizou algumas edições. Após uma nova análise, cada um dos censores inverteu suas opiniões: os que antes viam o seio agora não viam, e os que não viam, agora viam. No final de tudo, eles concordaram em aprovar o filme depois que o diretor removeu uma cena que mostrava as nádegas de Marion. Os censores também ficaram descontentes com a cena de abertura mostrando Marion e Sam namorando, então Hitchcock disse que se o deixassem ficar com a cena do chuveiro ele filmaria novamente a abertura com os censores no set; como os membros do conselho Hays não compareceram para a refilmagem, a abertura permaneceu.
Outra causa de preocupação para os censores foi que Marion foi mostrada dando descarga em um banheiro, com seu conteúdo (papel de nota rasgado) totalmente visível. Nenhum banheiro com descarga havia aparecido no cinema e na televisão convencionais nos Estados Unidos naquela época.
Internacionalmente, Hitchcock foi forçado a fazer pequenas alterações no filme, principalmente na cena do chuveiro. No Reino Unido, o British Board of Film Classification (BBFC) exigiu cortes nos sons de esfaqueamento e fotos de nus visíveis, e na Nova Zelândia a foto de Norman lavando o sangue de suas mãos foi vista como nojenta; em Singapura, embora a cena do chuveiro tenha sido deixada inalterada, as cenas do assassinato de Arbogast e da revelação do cadáver da mãe de Norman foram removidas. Na Irlanda, o censor Gerry O'Hara proibiu a exibição do filme em 1960; ao ano seguinte, uma versão altamente editada faltando cerca de 47 pés de filme foi submetida ao censor irlandês; O'Hara acabou solicitando que mais sete cortes fossem feitos: a cena em que Marion diz a Sam para calçar os sapatos (o que segundo o censor sugeria que ele havia tirado as calças anteriormente), duas tomadas de Norman espionando Marion pelo buraco na parede, Marion se despindo, as cenas envolvendo sangue de Marion escorrendo pelo chuveiro, as de Norman lavando as mãos quando o sangue é visível e incidentes de múltiplos esfaqueamentos ("Uma facada é mais do que suficiente", justificou O'Hara). Em 1986, a versão original sem cortes de Psycho foi aceita pelo BBFC, que passou a classificar o filme para inapropriado para menores de 15 anos.

## Lançamento
O filme foi lançado em 16 de junho de 1960, no DeMille Theatre e no Baronet Theatre na cidade de Nova York. Psycho foi o primeiro filme lançado nos cinemas estadunidenses que não admitiu a entrada de mais nenhum espectador nas sessões dos cinemas após o início do filme.
A política de "nenhuma admissão tardia" de Hitchcock para o filme era incomum para a época. Não foi uma estratégia publicitária totalmente original, pois Henri-Georges Clouzot havia feito o mesmo na França quando lançou As Diabólicas em 1955. Hitchcock tomou essa decisão pois ficou com medo dos espectadores que entrassem depois da morte da personagem de Janet Leigh estranhassem sua ausência, uma vez que ela era uma das estrelas do filme, e se sentissem lesadas. A princípio, os proprietários de cinemas se opuseram à ideia, pensando que perderiam lucro; no entanto, após o primeiro dia em cartaz, os proprietários se deparariam com longas filas de pessoas esperando para ver o filme. Pouco antes do lançamento de Psycho, Hitchcock prometeu ao público que eles veriam um filme "à maneira 'Diabólica'" (em referência ao As Diabólicas de Clouzot).
Na semana seguinte de sua estreia em Nova Iorque, o filme estreou no Paramount Theatre em Boston, no Woods Theatre, Chicago e no Arcadia Theatre, Filadélfia. Após nove semanas do lançamento no DeMille e no Baronet, o filme foi lançado nos cinemas de subúrbio de Nova York, sendo a primeira vez que um filme foi exibido na Broadway e nos cinemas de bairro simultaneamente.

### Promoção
Hitchcock fez a maior parte da promoção do filme sozinho, proibindo Leigh e Perkins de darem entrevistas habituais na televisão, no rádio e na imprensa por medo de que revelassem a trama. Até mesmo os críticos não tiveram exibições privadas liberadas, uma vez que só puderam assistir ao filme com o público em geral, o que pode ter afetado suas críticas iniciais.
O trailer original do filme apresenta Alfred Hitchcock levando o espectador a um passeio pelo set e quase revelando detalhes da trama antes de parar. Enquanto caminha, Hitchcock é "acompanhado" do tema musical do filme composto por Herrmann, mas também da trilha da comédia O Terceiro Tiro (filme também dirigido por ele); a maior parte do diálogo de Hitchcock é pós-sincronizada. O trailer se encerra com o diretor entrando no banheiro do Motel e puxando a cortina do chuveiro, onde a personagem Marion Crane que estava tomando banho começa a gritar assustada. Como Janet Leigh já não estava mais disponível para filmagem, uma vez que o trailer foi realizado logo após a finalização do filme, Hitchcock fez Vera Miles vestir uma peruca loira e gritar alto enquanto puxava a cortina do chuveiro; o título do filme cobre instantaneamente a maior parte da tela, o que fez com que essa mudança passasse despercebida pelo público, somente sendo percebida anos depois após uma análise quadro-a-quadro que revelou o rosto de Miles na tela.

### Classificação
Psycho foi classificado e reavaliado várias vezes ao longo dos anos pela MPAA. Após seu lançamento inicial, o filme recebeu um certificado declarando que foi "Aprovado" (certificado nº 19564) sob o sistema simples de aprovação/reprovação do Código de Produção em uso na época. Mais tarde, quando a MPAA mudou para um sistema voluntário de classificação por letras em 1968, Psycho foi um dos vários filmes de alto perfil a ser retroclassificado com um "M" (sugerido para o público adulto: recomendação dos pais). Essa foi a única classificação que o filme receberia por 16 anos e, de acordo com as diretrizes da época, "M" era o equivalente a uma classificação "PG". Em 1984, em meio a uma controvérsia em torno dos níveis de violência retratados em filmes classificados como "PG" na era do videocassete, o filme foi reclassificado para sua classificação atual "R".

### Relançamentos
O filme foi relançado nos cinemas em 1969, se tornando um sucesso de bilheteria, assim como ocorreu em seu lançamento original. Psycho foi relançado nos cinemas em 20 e 23 de setembro de 2015, como parte da série "TCM Presents" da Turner Classic Movies e Fathom Events.

### Exibições na televisão
O canal de TV estadunidense CBS havia comprado os direitos televisivos do filme por US$ 450.000 na época. A emissora planejava transmitir o filme de maneira inédita para a televisão em 23 de setembro de 1966, sendo uma das atrações de sua nova sessão de cinema The CBS Friday Night Movies. No entanto, três dias antes da transmissão programada, Valerie Percy, filha do candidato ao Senado de Illinois, Charles H. Percy, foi assassinada sendo esfaqueada uma dúzia de vezes com uma faca de dois gumes; à luz do assassinato, a CBS concordou em adiar a transmissão para janeiro do ano seguinte. Todavia, os planos de exibição do filme foram definitivamente cancelados por conta do acidente durante a missão da Apollo 1, a qual a emissora fez uma ampla cobertura jornalística.
Com os planos frustrados da CBS, pouco depois, o canal local WABC-TV da cidade de Nova York foi a primeira estação do país a transmitir Psycho (com algumas cenas significativamente editadas), em sua sessão de filmes noturnos, The Best of Broadway, em 24 de junho de 1967. Psycho só foi finalmente exibido em rede nacional de televisão nos Estados Unidos em 1970, através de uma redifusão promovida pela Universal para estações locais.
No Brasil, o filme estreou na televisão no dia 13 de dezembro de 1980, sendo exibido na extinta sessão de filmes Primeira Exibição da Rede Globo.

### Mídia doméstica
O filme foi lançado diversas vezes em VHS, LaserDisc, DVD e Blu-ray. A DiscoVision lançou Psycho pela primeira vez no formato LaserDisc em "reprodução padrão" (5 lados) em 1979 e "reprodução estendida" (2 lados) em outubro de 1981; a MCA/Universal Home Video lançou uma nova versão LaserDisc de Psycho em agosto de 1988. Em maio de 1998, a Universal Studios Home Video lançou uma edição de luxo de Psycho como parte de sua Signature Collection em DVD.
Uma versão do filme com imagens estendidas de Marion se despindo (mostrando-a tirando o sutiã), Norman se limpando após o assassinato desta e a morte de Arbogast (na qual ele é esfaqueado quatro vezes em vez de duas) foi exibida na TV alemã e foi lançado lá em Blu-ray em 2015. Esta filmagem foi cortada da versão americana do filme em 1968 antes de seu relançamento depois que o novo sistema de classificação foi estabelecido pela primeira vez pela MPAA; esses cortes foram ordenados pela Legião Nacional da Decência.
Para o lançamento do DVD, Laurent Bouzereau produziu um documentário sobre a produção e recepção do filme. A Universal lançou uma edição especial comemorando o 50º aniversário em Blu-ray no Reino Unido em 9 de agosto de 2010, com a Austrália disponibilizando a mesma edição (com uma capa diferente) em 1º de setembro. Para marcar o 50º aniversário do filme, um Blu-ray nos Estados Unidos foi lançado em 19 de outubro de 2010, apresentando mais uma nova capa. O filme também está incluído em dois conjuntos de colecionador de filmes de Alfred Hitchcock no formato Blu-ray da Universal.
O filme foi lançado em 4K UHD Blu-Ray como parte da The Alfred Hitchcock Classics Collection em setembro de 2020, junto com um lançamento individual em Blu-Ray em comemoração ao seu 60º aniversário; este lançamento inclui a filmagem estendida do lançamento alemão, tornando-se a primeira vez desde 1968 que essas cenas foram apresentadas ao público em vídeo doméstico dos Estados Unidos como Hitchcock pretendia.

## Recepção

### Bilheteria

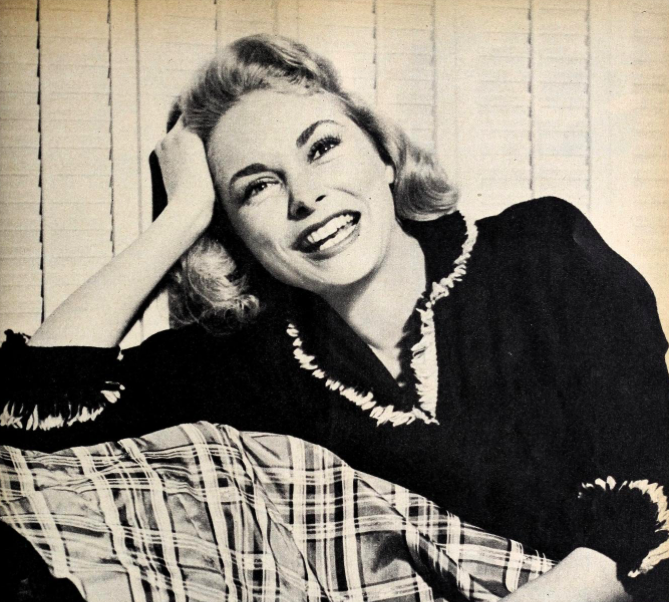
Janet Leigh (fotografada em 1955) recebeu uma indicação ao Óscar e ganhou um Globo de Ouro por sua atuação no filme.

Em sua semana de estreia, Psycho arrecadou US$ 46 500 no DeMille e US$ 19.500 no Baronet. Após se expandir em mais salas de cinema na semana seguinte, o filme arrecadou US$ 143 000 em 5 salas.
Psycho bateu recordes de bilheteria no Japão e no resto da Ásia, França, Grã-Bretanha, América do Sul, Estados Unidos e Canadá, e foi um sucesso moderado na Austrália por um breve período.
O filme se tornou a segunda produção de maior bilheteria de 1960 atrás apenas de Spartacus, ganhando uma bilheteria bruta de US$ 32 milhões, o que gerou aproximadamente US$ 9,1 milhões em aluguel de cinemas estadunidenses.
Tornou-se o filme de maior sucesso comercial da carreira de Hitchcock. O diretor teve ganhos pessoais de mais de US$ 15 milhões ao lançar Psycho. Após o sucesso do filme, Hitchcock trocou seus direitos sobre Psycho e série de TV por US$ 150 mil em ações da MCA, tornando-se o terceiro maior acionista da MCA Inc. e seu próprio chefe na Universal, em teoria. Contudo, isso não impediu a Universal de interferir em seus filmes posteriores.

### Resposta da crítica
As críticas iniciais do filme foram mistas. O crítico de cinema Bosley Crowther do The New York Times disse que o filme possui "acúmulos lentos de choques repentinos" de forma confiável melodramática e contestou os pontos psicológicos utilizados por Hitchcock no filme, reminiscentes dos estudos de Richard von Krafft-Ebing, como menos eficazes; embora o filme não tenha sido concluído de forma satisfatória para o crítico, ele elogiou a atuação do elenco como "justa". A crítica britânica C.A. Lejeune ficou tão ofendida com o filme que não só saiu do cinema antes do final dele, como também se demitiu do cargo de crítica de cinema pelo The Observer. Outras críticas negativas afirmaram, "uma mancha em uma carreira honrosa", "simplesmente um filme de artifício" e "apenas um daqueles programas de televisão com duração de duas horas". A Legião Nacional da Decência deu ao filme uma classificação B, significando "moralmente censurável em parte".
Críticos de outros jornais de Nova York, como Daily News, Daily Mirror e The Village Voice foram positivos, escrevendo: "A performance de Anthony Perkins é a melhor de sua carreira... Janet Leigh nunca esteve melhor", "desempenhado lindamente", e "primeiro filme americano desde Touch of Evil (1958) a ficar no mesmo nível criativo dos grandes filmes europeus", respectivamente. Uma crítica mista do New York Herald Tribune afirmou que era "bastante difícil se divertir com as formas que a insanidade pode assumir [mas mesmo assim o filme] mantém sua atenção como um encantador de serpentes"; Philip K. Scheuer do Los Angeles Times comentou, em outra crítica mista, que o filme foi "um de seus [de Hitchcock] suspenses dirigidos de maneira mais brilhante e também o mais desagradável". Psycho ficou em nono lugar na lista dos 10 melhores filmes do ano da Cahiers du Cinéma em 1960.
Também foi bem recebido na Flórida, onde Jack Anderson, do Miami Herald, escreveu que "o rechonchudo mestre do suspense preparou um verdadeiro suspense. E que suspense... Psycho corta cada nervo desde a primeira cena com Janet Leigh em seus momentos não mencionáveis até seu último momento horrível". Robin Barrett, do então St. Petersburg Times, escreveu que "[o filme] tem todos os ingredientes de um típico filme de Hitchcock, se é que Hitchcock pode ser denominado de alguma forma "típico", e é definitivamente seu melhor esforço até agora, sendo diferente de tudo que ele já fez".
Um crítico que usou o pseudônimo de Mae Tinee no Chicago Tribune escreveu que "o velho profissional [Hitchcock] realmente aproveitou esta produção. Tenho certeza de que o astuto Sr. Hitchcock se divertiu fazendo [o filme]. Ele usou sua câmera com uma habilidade afiada para atingir o valor do suspense, o olhar fixo, o sangue fluindo, o súbito mergulho de uma faca. O público reage da mesma forma que em um passeio alto, rindo de nervosismo e excitação. Escrevendo para o The Buffalo News, a crítica Jeanette Eichel observou que "Alfred Hitchcock, mestre do mistério, funde medo e suspense em seu show de arrepios e choques chamado Psycho. Seu orgulho é que ele não decepciona o público enganando-o. Suas pistas são honestas e poucas pessoas adivinham o resultado. Ele pediu especialmente em um epílogo que os espectadores não contassem o final".
No Reino Unido, o filme quebrou recordes de público no London Plaza Cinema, mas quase todos os críticos de cinema britânicos deram críticas ruins, questionando o gosto e o julgamento de Hitchcock e chamando-o de seu pior filme de todos os tempos. As razões citadas para tal opinião foram a falta de exibições prévias, o fato de terem que comparecer em horário determinado (pois não teriam suas entradas permitidas após o início do filme), sua antipatia pela promoção enigmática e o status de expatriado de Hitchcock.
Posteriormente, os críticos reavaliaram o filme de maneira muito mais positiva. A revista Time mudou sua opinião de "Hitchcock pecou demais neste [filme] aqui" para "superlativo" e "magistral"; Bosley Crowther mudou sua opinião inicial e incluiu-o em sua lista dos dez principais filmes de 1960, considerando-o um filme de "ousada imagem de mistério psicológico... [Psycho] representou o comando especializado e sofisticado do desenvolvimento emocional com técnicas cinematográficas".
Psycho também foi criticado por fazer com que outros cineastas mostrassem mais conteúdo sangrento. Três anos depois, Blood Feast, considerado o primeiro filme splatter da história, foi lançado; inspirada por Psycho, a Hammer Film Productions lançou uma série de thrillers de mistério, incluindo The Nanny (1965), estrelado por Bette Davis, e Homicidal, de William Castle, seguido por uma série de mais de treze outros filmes do gênero.
No site agregador de resenhas Rotten Tomatoes, Psycho tem um índice de aprovação de 96% com base em 110 resenhas, com pontuação média de 9,30/10; o consenso crítico do site diz: "Infame por sua cena no chuveiro, mas imortal por sua contribuição ao gênero de terror. Como Psycho foi filmado com tato, graça e arte, Hitchcock não apenas criou o terror moderno, ele o validou". No Metacritic, o filme tem uma pontuação média ponderada de 97/100 com base em dezoito críticas, indicando "aclamação universal". Roger Ebert, em sua revisão crítica de 1998, resumiu o apelo duradouro do filme, escrevendo:
O que torna Psycho imortal, quando tantos filmes já estão meio esquecidos quando saímos do cinema, é que ele se conecta diretamente com nossos medos: nosso medo de cometer um crime impulsivamente, nosso medo da polícia, nosso medo de nos tornarmos a vítima de um louco e, claro, nosso medo de decepcionar nossas mães.

## Temas e estilo

### Subversão do romance através da ironia
Em Psicose, Hitchcock subverte os elementos românticos que são vistos na maior parte de sua obra. O filme é irônico, pois apresenta "clareza e realização" do romance. O passado é central para o filme; os personagens principais "lutam para entender e resolver histórias pessoais destrutivas" e acabam falhando. Lesley Brill escreve: "As forças inexoráveis dos pecados e erros passados esmagam as esperanças de regeneração e felicidade presente"; a esperança esmagada é destacada pela morte da protagonista, Marion Crane, no meio do filme. Marion é vista como Perséfone da mitologia grega, que é abduzida temporariamente do mundo dos vivos. O mito não se sustenta com Marion, que morre desesperadamente em seu quarto no Bates Motel. A sala é revestida com estampas florais como as flores de Perséfone, mas elas são apenas "refletidas em espelhos, como imagens de imagens - duas vezes removidas da realidade". Na cena da morte de Marion, Brill descreve a transição do ralo do banheiro para o olho sem vida de Marion como "o olho da criatura marinha amorfa no final de A Doce Vida de Federico Fellini, [pois] marca o nascimento da morte, um emblema da desesperança final e corrupção".
Marion é privada dos "humildes tesouros do amor, casamento, lar e família", que Hitchcock considera elementos da felicidade humana. Existe entre os personagens secundários de Psycho uma falta de "calor e estabilidade familiar", o que demonstra a improbabilidade das fantasias domésticas. O filme contém piadas irônicas sobre domesticidade, como quando Sam escreve uma carta para Marion, concordando em se casar com ela, somente depois que o público a vê enterrada no pântano. Norman também sofre de uma definição igualmente perversa de domesticidade; ele tem "uma personalidade infantil e dividida" e mora em uma mansão cujo passado ocupa o presente. Norman exibe pássaros empalhados que estão "congelados no tempo" e guarda brinquedos de infância e bichos de pelúcia em seu quarto. Ele é hostil a sugestões para se mudar do passado, como a sugestão de Marion de colocar sua mãe "em algum lugar" e, como resultado, mata Marion para preservar seu passado. Brill explica: "'Algum lugar' para Norman é onde suas ilusões de amor, lar e família são declaradas inválidas e expostas".
A luz e a escuridão aparecem com destaque em Psycho. A primeira tomada após o intertítulo é a paisagem ensolarada de Phoenix antes da câmera entrar em um quarto de hotel escuro onde Sam e Marion aparecem como figuras brilhantes. Marion é quase imediatamente lançada na escuridão; ela é precedida por sua sombra ao entrar novamente no escritório para roubar dinheiro e ao entrar em seu quarto. Quando ela foge de Phoenix, a escuridão cobre o seu caminho. A manhã ensolarada seguinte é interrompida por um policial vigilante com óculos escuros, e ela finalmente chega ao Bates Motel ao anoitecer. As luzes brilhantes também são "o equivalente irônico da escuridão" no filme, cegando em vez de iluminar. Exemplos de brilho incluem as persianas que se abrem no quarto de hotel de Sam e Marion, os faróis dos veículos à noite, o letreiro de néon no Bates Motel, "o branco brilhante" dos ladrilhos do banheiro onde Marion morre e a lâmpada exposta da adega de frutas brilhando o cadáver da mãe de Norman. Essas luzes brilhantes normalmente caracterizam o perigo e a violência nos filmes de Hitchcock.

### Motivos
O filme geralmente apresenta sombras, espelhos, janelas e, menos ainda, água. As sombras estão presentes desde a primeira cena em que as persianas fazem barras em Marion e Sam enquanto eles espiam pela janela. As sombras dos pássaros empalhados pairam sobre Marion enquanto ela come e a mãe de Norman é vista apenas sombriamente até o fim. Mais sutilmente, a luz de fundo transforma os ancinhos da loja de ferragens em garras acima da cabeça de Lila.
Os espelhos refletem Marion enquanto ela faz as malas, seus olhos enquanto ela olha o espelho retrovisor do carro, seu rosto nos óculos escuros do policial e suas mãos enquanto ela conta o dinheiro no banheiro da concessionária. Uma das janelas do motel serve como um espelho refletindo Marion e Norman juntos.
Existem várias referências a pássaros no filme. O hobby de Norman é empalhar pássaros; durante uma cena do filme, Norman comenta que Marion "come como um passarinho" enquanto a observa "jantando" o seu sanduíche e leite. O sobrenome de Marion é Crane e ela é de Phoenix (no romance original, o hobby de Norman é taxidermia, mas não é focado em pássaros, enquanto Marion é de Dallas, Texas). O quarto onde Marion se hospeda tem fotos de pássaros na parede. Brigitte Peucker também sugere que o hobby de Norman de empalhar pássaros literaliza a gíria britânica para sexo, "rechear pássaros", onde "pássaro" é uma gíria britânica para uma mulher desejável. Robert Allan sugere que a mãe de Norman é seu "pássaro de pelúcia" original, tanto no sentido de ter preservado seu corpo quanto na natureza incestuosa do vínculo emocional de Norman com ela.

### Interpretação psicanalítica
Psycho é costumeiramente chamado de "o primeiro thriller psicanalítico". O sexo e a violência no filme eram diferentes de tudo que havia sido visto anteriormente em qualquer filme convencional. O crítico de cinema francês Serge Kaganski escreveu: "A cena do chuveiro é temida e desejada. Hitchcock pode estar assustando suas espectadoras, mas ele está transformando seus espectadores em estupradores em potencial porque Janet Leigh tem excitado os homens desde que ela apareceu em seu sutiã na primeira cena".
Em seu documentário The Pervert's Guide to Cinema, Slavoj Žižek comenta que a mansão de Norman Bates tem três andares, fazendo paralelo com os três níveis da mente humana que são postulados pela psicanálise freudiana: o último andar seria o superego, onde mora a mãe de Bates; o andar térreo é então o ego de Bates, onde ele funciona como um ser humano aparentemente normal; e o porão seria a identidade de Bates. Žižek interpreta a cena em que Bates leva sua mãe do último andar para o porão como um símbolo da profunda conexão que a psicanálise postula entre o superego e a identidade.

## Prêmios, indicações e honrarias
| Cerimônia                         | Categoria                                  | Recipiente(s)                                      | Resultado |
| --------------------------------- | ------------------------------------------ | -------------------------------------------------- | --------- |
| 33º Oscar                         | Melhor direção                             | Alfred Hitchcock                                   | Indicado  |
| 33º Oscar                         | Melhor atriz coadjuvante                   | Janet Leigh                                        | Indicado  |
| 33º Oscar                         | Melhor design de produção (preto-e-branco) | Joseph Hurley, Robert Clatworthy e George Milo     | Indicado  |
| 33º Oscar                         | Melhor fotografia (preto-e-branco)         | John L. Russell                                    | Indicado  |
| Bambi Awards                      | Melhor Ator - Internacional                | Anthony Perkins                                    | Indicado  |
| Cahiers du cinéma                 | Melhor filme                               | Alfred Hitchcock                                   | Indicado  |
| Directors Guild of America Awards | Direção excepcional em um filme            | Alfred Hitchcock                                   | Indicado  |
| Prêmio Edgar                      | Melhor Roteiro de Filme                    | Joseph Stefano (roteirista) e Robert Bloch (autor) | Venceu    |
| 18º Globo de Ouro                 | Melhor atriz coadjuvante em cinema         | Janet Leigh                                        | Venceu    |
| Laurel Awards                     | Melhor filme de Drama                      | Melhor filme de Drama                              | Indicado  |
| Laurel Awards                     | Melhor desempenho feminino coadjuvante     | Janet Leigh                                        | Indicado  |

Em 1992, o filme foi considerado "culturalmente, historicamente ou esteticamente significativo" pela Biblioteca do Congresso dos Estados Unidos e foi selecionado para preservação no National Film Registry. Em 1998, a revista TV Guide classificou Psycho em 8º lugar em sua lista dos 50 melhores filmes já feitos.[carece de fontes?]
Psycho aparece em várias listas de sites, canais de televisão e revistas de melhores filmes. A cena do chuveiro foi posicionada na quarta colocação na lista dos 100 momentos mais assustadores do cinema elaborada pelo canal de TV Bravo. Nas pesquisas da revista britânica Sight & Sound, publicada pelo British Film Institute, de 2012 sobre os melhores filmes já feitos, Psycho ficou em 35º lugar entre os críticos e 19º entre os diretores. Na edição de 2022 da lista dos melhores filmes de todos os tempos do BFI, o filme ficou em 31º lugar na pesquisa da crítica e 46º na pesquisa de melhor direção. Em 1998, a Time Out realizou uma pesquisa com os seus leitores e Psycho foi eleito o 29º maior filme de todos os tempos. O jornal The Village Voice classificou Psycho em 19º lugar em sua lista dos 250 "Melhores Filmes do Século" em 1999, com base em uma pesquisa com críticos de cinema. O filme foi eleito um dos quinze filmes mais influentes de todos os tempos pelo canal TCM. A Entertainment Weekly nomeou Psycho como o 11º maior filme de todos os tempos em 1999. Em janeiro de 2002, o filme foi ranquaedo na posição #72 na lista dos "100 filmes mais essenciais de todos os tempos" pela Sociedade Nacional de Críticos de Cinema. O filme foi incluído na lista dos 100 melhores filmes de todos os tempos da Time em 2005. Também em 2005, a revista Total Film classificou Psycho como o sexto maior filme de terror de todos os tempos. Psycho também foi nomeado o terceiro melhor filme de terror de todos os tempos em uma pesquisa de leitores da revista Rolling Stone em 2014; em uma pesquisa anterior realizada pela mesma revista em 2008, o filme já havia sido eleito o 45º na lista dos "500 melhores filmes de todos os tempos". Em 2021, o filme foi classificado em quinto lugar pela Time Out em sua lista dos "100 melhores filmes de terror".
Em 2012, o Motion Picture Editors Guild listou o filme como o décimo segundo filme mais bem editado de todos os tempos com base em uma pesquisa com seus membros. Psycho ficou em 8º lugar na lista da BBC de 2015 dos cem maiores filmes estadunidenses. Em 2022, a Variety nomeou Psycho como o melhor filme de todos os tempos.
O American Film Institute incluiu Psycho nas seguintes listas:
- 1998: Melhores filmes estadunidenses – #18
- 2001: Filmes estadunidenses mais emocionantes – #1
- 2003: Maiores heróis e vilões do cinema:
  - Norman Bates – #2 (na lista de Vilões)
- 2005: Melhores frases e citações do cinema:
  - "A boy's best friend is his mother" ("O melhor amigo de um rapaz é sua mãe"), dito por Norman Bates – #56
- 2005: Melhores trilhas sonoras do cinema – #4
- 2007: Melhores filmes estadunidenses (atualização) – #14

## Legado
Psycho tornou-se um dos filmes mais conhecidos da história do cinema e é sem dúvida o filme mais conhecido de Hitchcock. Em seu romance, Bloch usou uma estrutura de enredo incomum: ele introduziu repetidamente protagonistas simpáticos e depois os matou. Isso testou as expectativas de seus leitores em relação aos enredos tradicionais, deixando-os incertos e ansiosos. Hitchcock reconheceu o efeito que essa abordagem poderia ter no público e a utilizou em sua adaptação, matando o personagem de Leigh no final do primeiro ato. Este enredo ousado, juntamente com o fato da personagem ter sido interpretada por uma atriz bastante conhecida pelo público, foi uma reviravolta chocante em 1960.
A cena do chuveiro tornou-se um marco da cultura pop e é frequentemente considerada um dos momentos mais icônicos da história do cinema, bem como a cena de maior suspense já filmada. Sua eficácia é muitas vezes creditada ao uso de surpreendentes técnicas de edição emprestadas dos cineastas de montagem soviéticos, e aos icônicos violinos estridentes na trilha sonora de Bernard Herrmann. Em 2000, o jornal The Guardian classificou a cena do chuveiro em segundo lugar em sua lista dos "10 melhores momentos do cinema". A cena tem sido frequentemente parodiada e referenciada na cultura popular, completa com os efeitos sonoros do violino estridente (como em Charlie and the Chocolate Factory, entre muitos outros). Em 2017 foi lançado o documentário 78/52: Hitchcock's Shower Scene, produzido por Alexandre O. Philippe, que apresenta entrevistas e análises de Guillermo del Toro, Peter Bogdanovich, Bret Easton Ellis, Jamie Lee Curtis, Karyn Kusama, Eli Roth, Oz Perkins, Leigh Whannell, Walter Murch, Danny Elfman, Elijah Wood, Richard Stanley e Neil Marshall.
O filme é considerado por alguns como o primeiro filme no gênero de filme de terror, embora alguns críticos e historiadores de cinema apontem para Peeping Tom de Michael Powell, um filme menos conhecido com temas semelhantes de voyeurismo e violência sexualizada, cujo lançamento precedeu o de Psycho em alguns meses. No entanto, devido à pouca divulgação de Peeping Tom na época de seu lançamento e seu pouquíssimo tempo em cartaz nos cinemas, Psycho se tornou mais conhecido e influente.
Psycho foi referenciado em outros filmes inúmeras vezes: os exemplos incluem a comédia musical de terror de 1974 O Fantasma do Paraíso; o filme de terror Halloween de 1978 (estrelado por Jamie Lee Curtis, filha de Janet Leigh, e que apresentava o personagem Samuel Loomis - numa inspiração do personagem Sam Loomis); o tributo de Mel Brooks de 1977 a muitos dos thrillers de Hitchcock, Alta Ansiedade; o filme Fade to Black de 1980; Vestida para Matar de 1980; e a sátira de terror de 1996 de Wes Craven, Scream. O tema de abertura de Bernard Herrmann foi sampleado pelo rapper Busta Rhymes em sua canção "Gimme Some More" (1998). O romance de Manuel Muñoz de 2011, What You See in the Dark, inclui uma subtrama que ficcionaliza elementos da filmagem de Psycho, referindo-se a Hitchcock e Leigh apenas como "O Diretor" e "A Atriz". Nas histórias em quadrinhos de Jonni Future, a casa herdada pelo personagem-título é inspirada no Bates Motel. O filme foi exibido ao lado de The Shining nos cinemas drive-in dos Estados Unidos como parte do combo "Night of Horrors" durante o lançamento de Twister em 1996. No filme de animação de 2003 Finding Nemo, a trilha musical de Herrmann para a cena do banheiro é ouvida quando a sobrinha do dentista, Darla, entra no escritório.
O filme impulsionou a carreira de Perkins, mas ele logo começou a sofrer com typecasting; Perkins, no entanto, já declarou que mesmo que ele soubesse que ele seria tão associado a Norman Bates logo depois ele ainda aceitaria realizar o papel do personagem. Até sua morte em 2004, Leigh recebeu ligações, cartas e até mesmo fitas estranhas e às vezes ameaçadoras detalhando o que o remetente gostaria de fazer com Marion Crane. Uma dessas cartas era tão "grotesca" que ela a enviou para o FBI; posteriormente dois agentes visitaram Leigh e disseram a ela que o escritor da carta havia sido localizado e que ela deveria notificar o FBI novamente se recebesse mais cartas desse tipo.
Leigh disse: "Nenhum outro mistério de assassinato na história do cinema inspirou tanto merchandising". Uma série de itens estampados com o logotipo luminoso do Bates Motel, alambiques, cartões e pôsteres altamente valiosos estão disponíveis para compra. Em 1992, a Innovation Comics publicou uma minissérie em quadrinhos de três edições, tomada a tomada, numa adaptação do filme em HQ.
No Brasil, o tema do chuveiro de Bernard Herrmann se tornou bastante conhecido por ter sido utilizado no game show Show do Milhão do canal SBT; em uma dessas várias ocasiões a trilha foi tocada na última pergunta que valia um milhão de reais, na única vez em que um participante conseguiu ganhar o prêmio máximo.

## Sequências eremake
Três sequências foram produzidas após a morte de Hitchcock: Psycho II (1983), Psycho III (1986) e Psycho IV: The Beginning (1990), sendo a última um filme de televisão parcialmente em prequela escrito pelo autor do roteiro original, Joseph Stefano. Anthony Perkins voltou ao seu papel de Norman Bates em todas as três sequências e também dirigiu o terceiro filme. A voz da mãe de Norman Bates foi mantida pela famosa atriz de rádio Virginia Gregg, com exceção de Psycho IV, onde o papel foi interpretado por Olivia Hussey; Vera Miles também reprisou seu papel de Lila Crane em Psycho II. As sequências receberam críticas mistas e foram universalmente consideradas inferiores ao filme original.
Em 1998, Gus Van Sant realizou um remake quase plano-a-plano (em cores), estrelado por Vince Vaughn, Julianne Moore e Anne Heche. Van Sant disse que seu filme era "um enorme tipo de projeto experimental" e que, embora não tenha se saído bem comercialmente ou criticamente, ele faria de novo sem problemas, mas com algumas mudanças.